# Список островів Канадського Арктичного архіпелагу
Канадський Арктичний архіпелаг, або просто Арктичний архіпелаг, — архіпелаг на півночі Північної Америки, адміністративно належить Канаді. Один з найбільших архіпелагів у світі, займає площу понад 1,4 млн км², і налічує 36 563 острови.
Всі острови можна згрупувати у 5 острівних груп:
- Острови Королеви Єлизавети — найпівнічніша група, відокремлена від іншої частини архіпелагу системою проток Паррі; найбільшим островом є Елсмір.
- Західна група островів — найзахідніша група островів, відокремлена на півночі системою проток Паррі, на сході — протоками Мак-Клінток та Вікторія; найбільшим островом є Вікторія.
- Центральна група островів — група островів у центральній частині архіпелагу, навколо півострова Бутія; найбільшим островом є острів Принца Валлійського.
- Східна група островів — найсхідніша група островів, яка включає в себе Баффінову землю та навколишні дрібніші острови.
- Острови Гудзонової затоки — група розкиданих по всій Гудзоновій затоці островів, найбільшим з яких є Саутгемптон.

## Острови

### Острови Королеви Єлизавети
- Елсмір
  - Аутер
  - Беллот
  - Берд
  - Боумен
  - Бревурт
  - Бромлі
  - Вард-Гант
  - Вашингтон-Ірвінг
  - Вейпрехт, острови
  - Ганнерс
  - Ганс
  - Говед
  - Грета
  - Дегерболс
  - Джин
  - Елса-Мей
  - Істер
  - Калф
  - Коккед-Хет
  - Кон
  - Крозьєр
  - Крюгер
  - Лендсліп
  - Лоїс
  - Марвін
  - Міллер
  - Мітті
  - Натсік
  - Норман-Локк'єр
  - Олсен
  - Орн
  - Північний Кент
  - Пім
  - Принс-Імперіал
  - Скеррієс, острови
  - Скрілінг
  - Острів Сміта
  - Стюарт
  - Уджук
  - Ф'єлдгольмен
  - Флора
  - Хет
- Острови Паррі
  - Алеґзандер
  - Аллард
  - Ассістенс
  - Барінг
  - Батерст
  - Байам-Мартін
  - Бейкер
  - Бейллі-Гамільтон
  - Берклі, острови
    - Гарвуд
    - Госкен, острови
    - Шерард-Осборн

  - Борден
  - Браун
  - Бредфорд
  - Брок
  - Валрус
  - Ваньєр
  - Ватсон
  - Весі-Гамільтон
  - Вуд
  - Гайд-Паркер
  - Гарретт
  - Гелена
  - Горнбі
  - Гріффіт
  - Гукер, острови
  - Гупер
  - Г'юстон-Стюарт
  - Дандес
  - Девіл
  - Де-Во
  - Девон
  - Депот
  - Дженнесс
  - Джон-Барроу
  - Ділі
  - Домвілл
  - Еґлінтон
  - Ейт-Бірс
  - Екінс
  - Ексмут
  - Емеральд
  - Іккагуак
  - Ірвінг
  - Ірландське око
  - Камерон
  - Керр
  - Керсвілл
  - Кобург
  - Корнволліс
  - Кракрофт
  - Крессент
  - Крозьєр
  - Логід (острів)Логід
  - Лоні
  - Лоутер
  - Макдугал
  - Маккензі-Кінг
  - Макконелл
  - Малий Корнволліс
  - Маргарет
  - Марк
  - Мелвілл
  - Массі
  - Міддл
  - Мілн
  - Ніл, острови
  - Піонер
  - Полінья, острови
  - Принсесс-Роял
  - Принс-Патрік
  - Рейд
  - Рікардс
  - Сеймур
  - Сент-Гелена
  - Сомервілл
  - Спіт (Кейт)
  - Сьюкаюз
  - Тейбл
  - Томас-Ворк
  - Томас-Гані
  - Труро
  - Фергольм
  - Філпотс
  - Фіндлі, острови
    - Едмунд-Вокер
    - Гросвенор
    - Паттерсон
    - Стьюпарт

  - Фіцвілльям-Овен
  - Чарлз
  - Чейн, острови
    - Південний Чейн
- Острови Свердруп
  - Аксел-Гейберг
  - Амунд-Рінґнес
  - Бекінгем
  - Белчер
  - Б'ярнасон
  - Гейг-Томас
  - Греєм
  - Еллеф-Рінґнес
  - Ерратікс
  - Кінг-Крістіан
  - Корнволл
  - Косенс
  - Мейген
  - Перлі
  - Рум, острови
  - Саундінг
  - Стор
  - Тор
  - Ульвінген
  - Фей, острови

### Острови Гудзонової затоки
Шаблон:Канадський Арктичний архіпелаг